# VdW Rheinland Westfalen
Der Verband der Wohnungs- und Immobilienwirtschaft Rheinland Westfalen e.V., kurz: VdW Rheinland Westfalen, ist ein regionaler Fach- und Interessenverband der Wohnungswirtschaft. Er vertritt die sozial verantwortlich handelnde Wohnungswirtschaft in Nordrhein-Westfalen und dem nördlichen Rheinland-Pfalz. Ihm gehören rund 480 Mitgliedsunternehmen und -genossenschaften an, die rund 1,1 Millionen Wohnungen allein in Nordrhein-Westfalen bewirtschaften. Insgesamt sind 323 Wohnungsgenossenschaften, 76 Wohnungsunternehmen der öffentlichen Hand und der Kommunen sowie 58 privatwirtschaftliche Wohnungsunternehmen mit kirchlichen, montanindustriellen und gewerkschaftlichen Wurzeln sowie Stiftungen im VdW Rheinland Westfalen organisiert. Etwa jeder fünfte nordrhein-westfälische Mieterhaushalt lebt in einer Wohnung eines der Verbandsmitglieder des VdW Rheinland Westfalen, die sich für bezahlbares, generationengerechtes und zukunftsfähiges Wohnen einsetzen und das Ziel der Klimaneutralität im Wohngebäudesektor unterstützen.
Zu den Aufgaben des Verbands gehört neben der politischen Interessenvertretung in Nordrhein-Westfalen und Rheinland-Pfalz auch die Prüfung von Genossenschaften. Als genossenschaftlicher Prüfungsverband führt der VdW Rheinland Westfalen die durch das Genossenschaftsgesetz vorgeschriebenen Prüfungen der Wohnungsgenossenschaften ebenso wie Wirtschaftsprüfung- und Beratung für andere Wohnungs- und Immobilienunternehmen durch.
Der VdW Rheinland Westfalen ist ein Regionalverband des GdW Bundesverband deutscher Wohnungs- und Immobilienunternehmen und hat seinen Hauptsitz in Düsseldorf.

## Verbandsgebiet
Das Verbandsgebiet des VdW Rheinland Westfalen erstreckt sich über Nordrhein-Westfalen und den nördlichen Teil von Rheinland-Pfalz. Die Aufteilung ist historisch so gewachsen und fußt auf den früheren preußischen Verwaltungsgebieten.

## Bezahlbarkeit des Wohnens
Traditionell vertritt der VdW Rheinland Westfalen die Unternehmen der ehemals gemeinnützigen Wohnungswirtschaft und legt daher in seiner verbandlichen und interessenpolitischen Arbeit Wert darauf, die Bezahlbarkeit des Wohnens zu sichern. Da Wohnungsgesellschaften und -genossenschaften in Deutschland heute, nach dem Ende der Gemeinnützigkeit, eben so ökonomisch agieren müssen wie andere Unternehmen, wirken sich höhere Bau- und Modernisierungskosten auf die Mieten aus.
Der Verband sieht es daher als eine seiner wichtigen Aufgaben an, die Sensibilität in Politik und Öffentlichkeit für Kostentreiber im Wohnungsbau zu erhöhen. In politischen Diskussionen stellt er die bestehenden Zielkonflikte etwa zwischen der Energiewende im Gebäudebereich, dem demografischen Umbau von Wohnraum, dem von der Politik gewünschten hohen Fertigstellungszahlen im Wohnungsneubau sowie erschwinglichen Mieten für Gering- und Normalverdiener heraus. Dass diese Zielkonflikte bestehen, bestätigte auch die von Bundesbauministerin a. D. Barbara Hendricks ins Leben gerufene Baukostensenkungskommission auf Bundesebene und insbesondere die Forschungsarbeit der Arbeitsgemeinschaft für zeitgemäßes Bauen.
Über eine Beteiligung an Bündnissen für bezahlbares Wohnen in Nordrhein-Westfalen und Rheinland-Pfalz, über die Mitwirkung an runden Tischen, Fachveranstaltungen, Expertenrunden und politischen Plattformen engagiert sich der Verband dafür, dass ein Ausgleich zwischen den verschiedenen gesellschaftlichen Zielen (viel Neubau, energieeffiziente Gebäude, barrierefreier Wohnraum, niedrige Mieten) erreicht werden kann.

## Rolle als Prüfungsverband
Zu den Aufgaben des Verbands gehört neben der politischen Interessenvertretung in Nordrhein-Westfalen und Rheinland-Pfalz auch die Prüfung von Genossenschaften. Als genossenschaftlicher Prüfungsverband führt der VdW Rheinland Westfalen die durch das Genossenschaftsgesetz vorgeschriebenen Prüfungen der Wohnungsgenossenschaften ebenso wie Wirtschaftsprüfung- und Beratung für andere Wohnungs- und Immobilienunternehmen durch.

## Dienstleistungen für Mitgliedsunternehmen
Der VdW Rheinland Westfalen berät seine Mitgliedsunternehmen in rechtlichen, steuerlichen, betriebswirtschaftlichen und technischen Fragen und bei der Aus-, Fort- und Weiterbildung. Darüber hinaus prüft er die Jahresabschlüsse von Wohnungsunternehmen und führt bei Wohnungsgenossenschaften alle gesetzlichen Pflichtprüfungen durch.
Über seine Tochtergesellschaft, die VdW Treuhand, bietet der Verband außerdem treuhänderische sowie Versicherungs- und Finanzdienstleistungen an.
- Wirtschaftsprüfung
- Steuerberatung
- Rechtsberatung
- Technische Beratung
- Betriebswirtschaftliche Beratung
- Berufliche Bildung und Personalentwicklung
- VdW Treuhand

## Verbandsmagazin „thema der Wohnungswirtschaft“
Vier Mal im Jahr gibt der VdW Rheinland Westfalen sein Verbandsmagazin „thema der Wohnungswirtschaft“ heraus, das auch im Internet einsehbar ist. In jeder Ausgabe wird ein Schwerpunktthema aus der Wohnungswirtschaft beleuchtet.